# Élections législatives sénégalaises de 1983

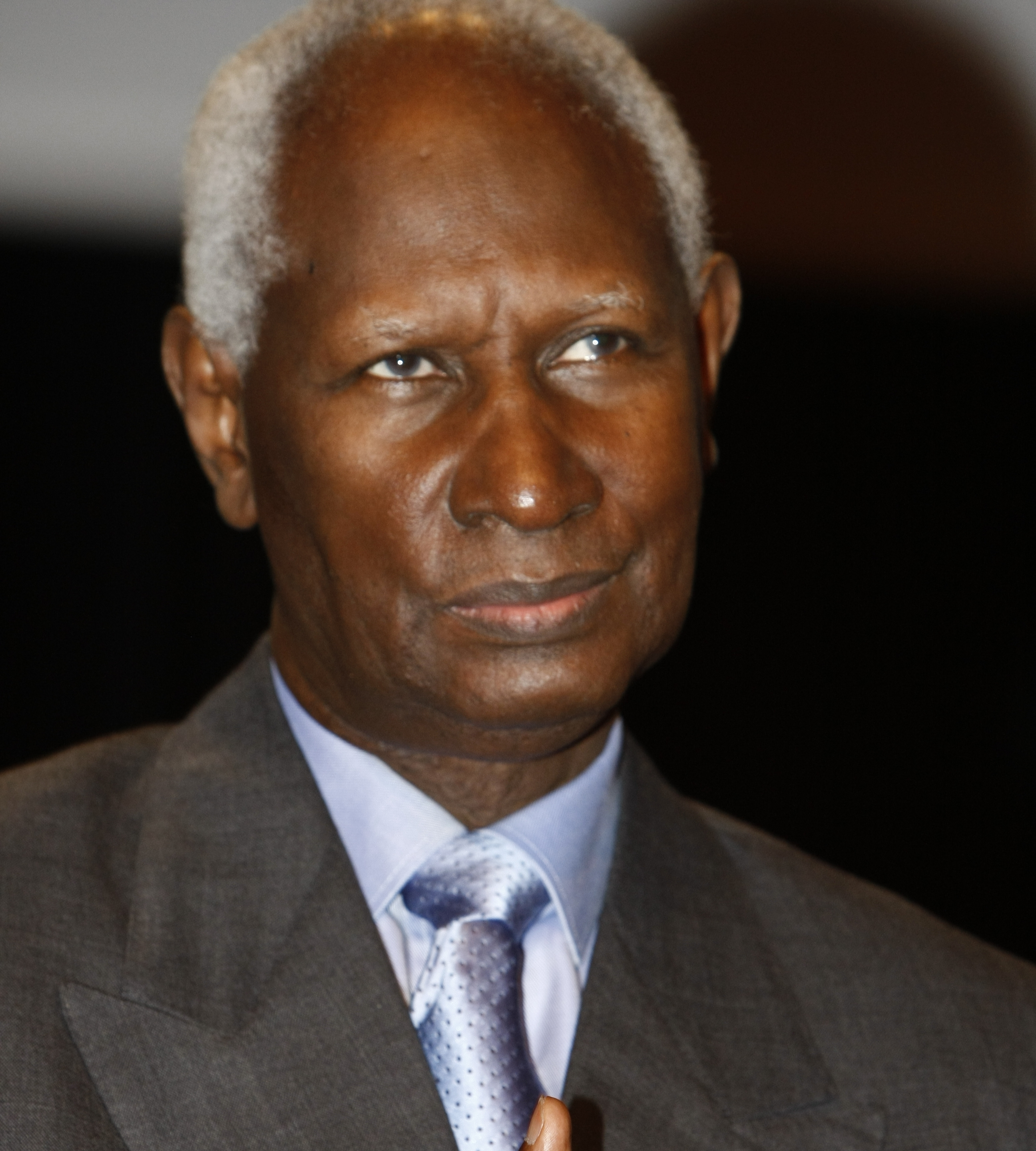
Abdou Diouf, président du Sénégal de 1981 à 2000

Les élections législatives sénégalaises de 1983 ont eu lieu le 27 février 1983, le même jour que l'élection présidentielle. Elles ont été remportées par le Parti socialiste, avec près de 80 % des suffrages.

## Contexte
Depuis le 24 avril 1981, le multipartisme sans restrictions est rétabli et huit formations se disputent les suffrages du pays.

## Participation
Le taux de participation est de 56,2 %, très légèrement inférieur à celui de l'élection présidentielle (56,7 %).

## Résultats
| Suffrages exprimés                                             | Suffrages exprimés | Suffrages exprimés | 1 079 170 |             | 120 sièges à pourvoir | 120 sièges à pourvoir |
|                                                                |                    |                    |           |             |                       |                       |
| Liste                                                          | Tête de liste      |                    | Suffrages | Pourcentage | Sièges acquis         | Var.                  |
| Parti socialiste (PS)                                          | Néant              |                    | 862 713   | 79,94 %     | 111 / 120             |                       |
| Parti démocratique sénégalais (PDS)                            | Néant              |                    | 150 785   | 13,97 %     | 8 / 120               |                       |
| Rassemblement national démocratique (RND)                      | Néant              |                    | 29 271    | 2,71 %      | 1 / 120               |                       |
| Mouvement démocratique populaire (MDP)                         | Néant              |                    | 13 030    | 1,21 %      | 0 / 120               |                       |
| Ligue démocratique/Mouvement pour le parti du travail (LD/MPT) | Néant              |                    | 12 053    | 1,12 %      | 0 / 120               |                       |
| Parti de l'indépendance et du travail (PIT)                    | Néant              |                    | 5 910     | 0,55 %      | 0 / 120               |                       |
| Parti africain de l'indépendance (PAI)                         | Néant              |                    | 3 269     | 0,3 %       | 0 / 120               |                       |
| Parti populaire sénégalais (PPS)                               | Néant              |                    | 2 139     | 0,2 %       | 0 / 120               |                       |